# Licania durifolia
Licania durifolia är en tvåhjärtbladig växtart som beskrevs av José Cuatrecasas. Licania durifolia ingår i släktet Licania och familjen Chrysobalanaceae. Inga underarter finns listade i Catalogue of Life.